# Kopalnia Węgla Kamiennego Silesia

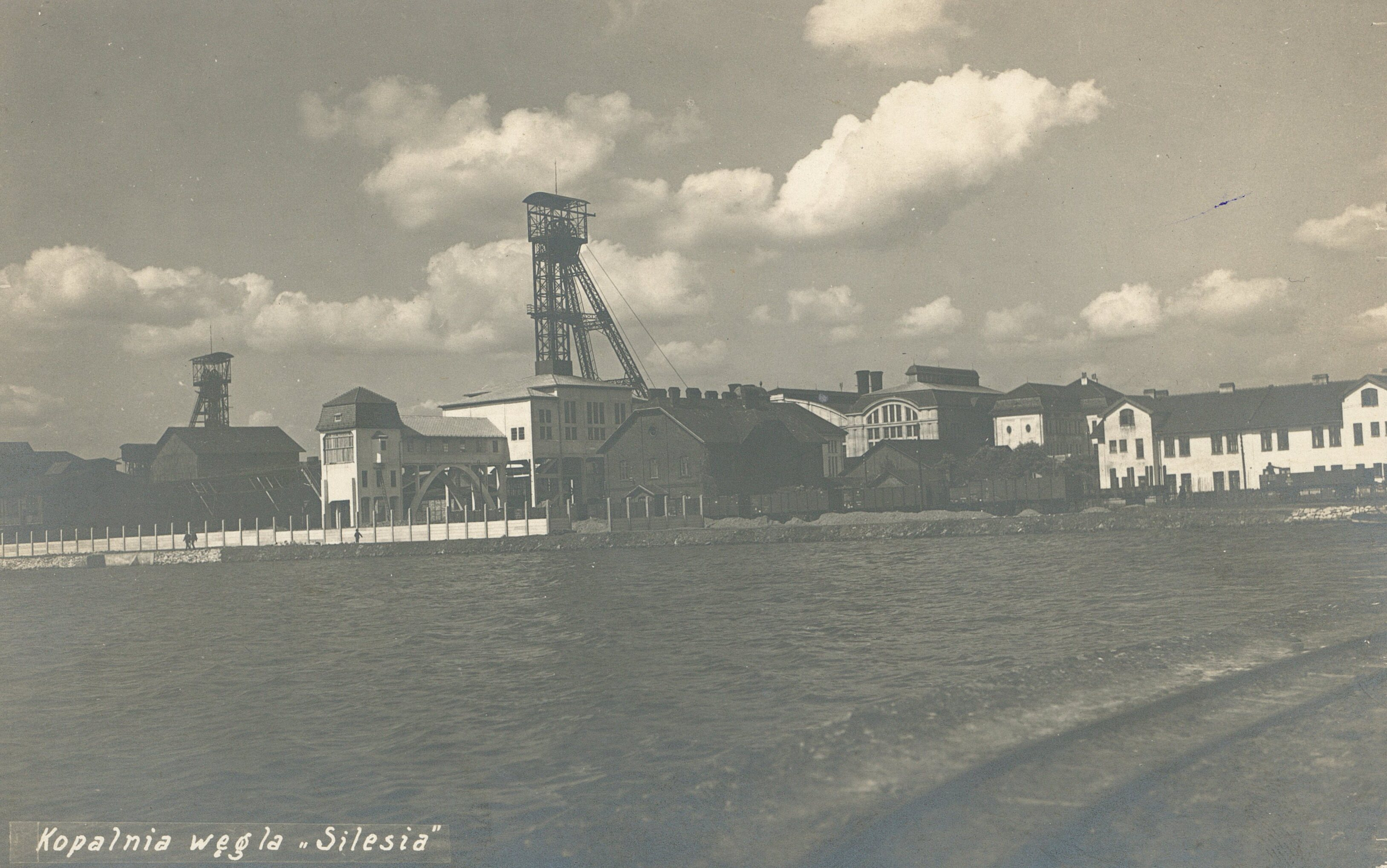
Kopalnia w połowie XX w.

Kopalnia Węgla Kamiennego Silesia – kopalnia węgla kamiennego znajdująca się na terenie Czechowic-Dziedzic. Obszar górniczy obejmuje również tereny miasta Pszczyna oraz gmin Goczałkowice-Zdrój, Bestwina i Miedźna.
Od 2005 do 2010 kopalnie „Brzeszcze” i „Silesia” były połączone (jedna kopalnia dwuruchowa). Jednak 9 grudnia 2010 przedsiębiorstwo Energetický a průmyslový holding z Czech kupiło Ruch II Silesia czyli dawną KWK Silesia, która funkcjonuje jako samodzielna kopalnia.

## Historia
Pierwszym odwiertem pod kopalnię był otwór „Źródło Maria 1”. Wiercenie otworu o długości 361 m zakończono w 1860 roku. Stwierdzono, że na terenie odwiertu występują solanki oraz pokłady węgla kamiennego. Źródło solanki wykorzystywano do 1920 roku, co przyczyniło się do powstania uzdrowiska w Goczałkowicach.
W 1927 roku dyrektorem kopalni był inżynier Stanisław Syska, odznaczony Złotym Krzyżem Zasługi za „zasługi w pracy zawodowej, humanitarnej i społecznej”.
31 października 2007 majątek kopalni szacowany na 115 milionów złotych został wystawiony na sprzedaż. Złoża węgla szacowane są na 500 milionów ton węgla, a do przetargu przystąpiły 3 firmy: szkocki Gibson Group, czeski ČEZ i szwajcarski fundusz inwestycyjny. Otwarcie ofert odbyło się 17 grudnia 2007, jedyną ofertą złożoną była oferta Gibson Group. Nie doszło do zawarcia umowy, ponieważ szkocka firma nie dopełniła formalności w wyznaczonym terminie. W styczniu 2009 r. zdecydowano o ogłoszeniu ponownego przetargu.
29 czerwca 2010 doszło do podpisania umowy sprzedaży kopalni, a 9 grudnia 2010 ostatecznego jej przekazania PG Silesia.

## Dane
- Obszar górniczy: 21,36 km²,
- Roczne wydobycie: 2,6 mln ton (2014)[7],
- Sortymenty węgla: groszek, orzech, miał, kostka,
- Forma złoża: pokładowa, 5 pokładów o miąższości od 1,50 do 2,90 m,
- Zagrożenia eksploatacyjne: metanowe, pyłowe, wodne, pożarowe,
- Zastosowanie kopaliny: węgiel energetyczny.